# قطعنامه ۶۵۵ شورای امنیت
قطعنامه ۶۵۵ شورای امنیت سازمان ملل متحد که در تاریخ ۳۱ مه ۱۹۹۰ تصویب شد، سندی بین‌المللی دربارهٔ اسرائیل-جمهوری عربی سوریه است. این قطعنامه طی نشست ۲۹۲۵ام با ۱۵ رای موافق، ۰ مخالف و ۰ ممتنع تصویب شد.